# Karl Emanuel Tscharner
Karl Emanuel Tscharner ou Carl Emanuel von Tscharner, né le 14 février 1791 à Berne et mort le 7 janvier 1873 dans la même ville, est un peintre et sculpteur suisse.

## Biographie
Né le 14 février 1791 à Berne, Karl Emanuel Tscharner est le fils de Beat Emanuel von Tscharner.
Lors d'un séjour de deux ans en Italie, il suit des cours d'histoire de l'art à l'Académie de France à Rome, fréquente l'atelier de Vincenzo Camuccini et rencontre Maximilien de Meuron. 
Il meurt le 7 janvier 1873, restant sans enfant, léguant la plupart de ses biens artistiques à la Bernische Künstlergesellschaft et une grande partie de sa fortune à de riches fondations.
Le musée de Berne conserve de lui Galathée et Pygmalion.